# Forcipomyia
Forcipomyia är ett släkte av tvåvingar som beskrevs av Johann Wilhelm Meigen 1818. Forcipomyia ingår i familjen svidknott.

## Dottertaxa tillForcipomyia, i alfabetisk ordning[1][2]
- Forcipomyia abbaekiefferi
- Forcipomyia abdominalis
- Forcipomyia abercrombyi
- Forcipomyia abyssiniae
- Forcipomyia acanthophora
- Forcipomyia acidicola
- Forcipomyia acinacis
- Forcipomyia acinacium
- Forcipomyia adhesipes
- Forcipomyia adjecta
- Forcipomyia adversari
- Forcipomyia aenigma
- Forcipomyia aequalis
- Forcipomyia aeria
- Forcipomyia aerobates
- Forcipomyia aeronauctica
- Forcipomyia aeschnosuga
- Forcipomyia agas
- Forcipomyia aitkeni
- Forcipomyia aiyurae
- Forcipomyia akizukii
- Forcipomyia alacris
- Forcipomyia alamatae
- Forcipomyia alatauensis
- Forcipomyia albiacies
- Forcipomyia albiradialis
- Forcipomyia albontata
- Forcipomyia albopunctata
- Forcipomyia albosignata
- Forcipomyia albostylus
- Forcipomyia alienus
- Forcipomyia alleni
- Forcipomyia allocera
- Forcipomyia almus
- Forcipomyia alocasiae
- Forcipomyia altaica
- Forcipomyia amazonica
- Forcipomyia ambientis
- Forcipomyia amieuensis
- Forcipomyia anabaenae
- Forcipomyia anachoreta
- Forcipomyia ancoriformis
- Forcipomyia angelicae
- Forcipomyia anguliforceps
- Forcipomyia angyria
- Forcipomyia anitae
- Forcipomyia anna
- Forcipomyia annandalei
- Forcipomyia annulata
- Forcipomyia annulatipes
- Forcipomyia annulipes
- Forcipomyia anomala
- Forcipomyia ansericolli
- Forcipomyia anthropophila
- Forcipomyia antiguensis
- Forcipomyia antioquiae
- Forcipomyia antipodum
- Forcipomyia antrijovis
- Forcipomyia antrosus
- Forcipomyia apicalis
- Forcipomyia appendicular
- Forcipomyia aquatica
- Forcipomyia araea
- Forcipomyia araneivora
- Forcipomyia archboldi
- Forcipomyia arcigera
- Forcipomyia arcis
- Forcipomyia argenteola
- Forcipomyia ariel
- Forcipomyia armandi
- Forcipomyia armativentris
- Forcipomyia arnhemi
- Forcipomyia ashantii
- Forcipomyia asquamata
- Forcipomyia asticta
- Forcipomyia astyla
- Forcipomyia asymmetrica
- Forcipomyia atomaria
- Forcipomyia atopia
- Forcipomyia atricella
- Forcipomyia attenuata
- Forcipomyia attonsa
- Forcipomyia aurea
- Forcipomyia auripes
- Forcipomyia auronitens
- Forcipomyia australiensis
- Forcipomyia australis
- Forcipomyia austrina
- Forcipomyia avocadonis
- Forcipomyia bacoti
- Forcipomyia bahelea
- Forcipomyia bahiensis
- Forcipomyia balteatus
- Forcipomyia bambusa
- Forcipomyia basendjiorum
- Forcipomyia basifemoralis
- Forcipomyia basiflava
- Forcipomyia baueri
- Forcipomyia beatulus
- Forcipomyia beckae
- Forcipomyia belemensis
- Forcipomyia belkini
- Forcipomyia bellerophon
- Forcipomyia bernicla
- Forcipomyia bessa
- Forcipomyia biannulata
- Forcipomyia bicolor
- Forcipomyia bidenta
- Forcipomyia bifida
- Forcipomyia bifidipenis
- Forcipomyia bifurcifera
- Forcipomyia binifoliaceus
- Forcipomyia binigrimaculata
- Forcipomyia bipunctata
- Forcipomyia bipunctatapropinqua
- Forcipomyia biskraensis
- Forcipomyia bispica
- Forcipomyia bispinula
- Forcipomyia bitensis
- Forcipomyia bituberculifera
- Forcipomyia blantoni
- Forcipomyia blascoi
- Forcipomyia bonasa
- Forcipomyia boophila
- Forcipomyia borbonica
- Forcipomyia borealis
- Forcipomyia borneoensis
- Forcipomyia boudinoti
- Forcipomyia brachypetiolata
- Forcipomyia brachyrhynchus
- Forcipomyia brachytoma
- Forcipomyia brasiliana
- Forcipomyia brasiliensis
- Forcipomyia braueri
- Forcipomyia breelandi
- Forcipomyia brevicosta
- Forcipomyia brevicubitus
- Forcipomyia breviforceps
- Forcipomyia brevilabellata
- Forcipomyia brevipalpis
- Forcipomyia brevipedicellata
- Forcipomyia brevipennis
- Forcipomyia brevis
- Forcipomyia brevisicae
- Forcipomyia brevitarsata
- Forcipomyia briani
- Forcipomyia brinchangensis
- Forcipomyia brincki
- Forcipomyia broadheadi
- Forcipomyia bromeliae
- Forcipomyia bromelicola
- Forcipomyia brunnea
- Forcipomyia bucera
- Forcipomyia bullata
- Forcipomyia bureschi
- Forcipomyia bystraki
- Forcipomyia cacaoi
- Forcipomyia cacaophila
- Forcipomyia caelomacula
- Forcipomyia caerulea
- Forcipomyia caesariata
- Forcipomyia caestuum
- Forcipomyia calamistrata
- Forcipomyia calatheae
- Forcipomyia calcarata
- Forcipomyia calcarhelea
- Forcipomyia calchaqui
- Forcipomyia caledonica
- Forcipomyia caliginosa
- Forcipomyia caliginosella
- Forcipomyia calotricha
- Forcipomyia campana
- Forcipomyia campanula
- Forcipomyia canadensis
- Forcipomyia canicularis
- Forcipomyia cantabrica
- Forcipomyia capax
- Forcipomyia caribbea
- Forcipomyia caribbeana
- Forcipomyia carolinea
- Forcipomyia carolinensis
- Forcipomyia castanea
- Forcipomyia castneri
- Forcipomyia catarina
- Forcipomyia catarinensis
- Forcipomyia cattleyarum
- Forcipomyia cavatus
- Forcipomyia centrosus
- Forcipomyia centurio
- Forcipomyia cerberus
- Forcipomyia cerifera
- Forcipomyia chaetoptera
- Forcipomyia charon
- Forcipomyia chazeaui
- Forcipomyia chiengmai
- Forcipomyia chilensis
- Forcipomyia chirurgus
- Forcipomyia chongmingensis
- Forcipomyia christiansoni
- Forcipomyia chrysolopha
- Forcipomyia chrysopipennis
- Forcipomyia chrysothrix
- Forcipomyia ciliata
- Forcipomyia ciliola
- Forcipomyia cilipes
- Forcipomyia cinctipes
- Forcipomyia circinate
- Forcipomyia cirrhosa
- Forcipomyia citowitschi
- Forcipomyia claggi
- Forcipomyia claris
- Forcipomyia clastrieri
- Forcipomyia claudus
- Forcipomyia clavulus
- Forcipomyia cliens
- Forcipomyia coarctata
- Forcipomyia cochisei
- Forcipomyia coheni
- Forcipomyia collessi
- Forcipomyia collinsi
- Forcipomyia collyricus
- Forcipomyia colombiae
- Forcipomyia colombiana
- Forcipomyia colonus
- Forcipomyia coloratus
- Forcipomyia colum
- Forcipomyia comis
- Forcipomyia concolor
- Forcipomyia confluens
- Forcipomyia confragosus
- Forcipomyia conigera
- Forcipomyia consortis
- Forcipomyia contraria
- Forcipomyia conturbatus
- Forcipomyia convexipenis
- Forcipomyia cooki
- Forcipomyia coprophila
- Forcipomyia corinneae
- Forcipomyia cornuta
- Forcipomyia corsoni
- Forcipomyia corticis
- Forcipomyia costata
- Forcipomyia crassipalpis
- Forcipomyia crassipes
- Forcipomyia creesi
- Forcipomyia crepidinis
- Forcipomyia crinita
- Forcipomyia crinume
- Forcipomyia cristata
- Forcipomyia crocea
- Forcipomyia cubicularis
- Forcipomyia cubitalis
- Forcipomyia cuculli
- Forcipomyia curticornis
- Forcipomyia curtus
- Forcipomyia cylindrica
- Forcipomyia cylindripalpis
- Forcipomyia cymodocea
- Forcipomyia cypri
- Forcipomyia dacica
- Forcipomyia danaisi
- Forcipomyia danica
- Forcipomyia danxianensis
- Forcipomyia darwini
- Forcipomyia davidi
- Forcipomyia daxingensis
- Forcipomyia debenhamae
- Forcipomyia decipiens
- Forcipomyia declivis
- Forcipomyia defatigatus
- Forcipomyia deformis
- Forcipomyia delenificus
- Forcipomyia delpontei
- Forcipomyia demeter
- Forcipomyia deminuta
- Forcipomyia desertensis
- Forcipomyia despecta
- Forcipomyia desurvillei
- Forcipomyia desutterae
- Forcipomyia deucalionis
- Forcipomyia diaoluoensis
- Forcipomyia dichromata
- Forcipomyia dirina
- Forcipomyia dirus
- Forcipomyia discoloripes
- Forcipomyia dissimilis
- Forcipomyia distapalpis
- Forcipomyia dividus
- Forcipomyia dolichopodida
- Forcipomyia dominicana
- Forcipomyia donskoffi
- Forcipomyia dorsalis
- Forcipomyia dowi
- Forcipomyia draconis
- Forcipomyia dubia
- Forcipomyia dubiamima
- Forcipomyia dunklei
- Forcipomyia dycei
- Forcipomyia eadsi
- Forcipomyia edgari
- Forcipomyia edmistoni
- Forcipomyia edwardsi
- Forcipomyia edwardsiana
- Forcipomyia elegans
- Forcipomyia elegantula
- Forcipomyia elongata
- Forcipomyia emeishana
- Forcipomyia ensifera
- Forcipomyia episcopus
- Forcipomyia eques
- Forcipomyia equitans
- Forcipomyia eriophora
- Forcipomyia esakiana
- Forcipomyia esakii
- Forcipomyia eshowensis
- Forcipomyia eukosma
- Forcipomyia euthystyla
- Forcipomyia euzierei
- Forcipomyia excellens
- Forcipomyia exigua
- Forcipomyia fairfaxensis
- Forcipomyia falcifera
- Forcipomyia falcinella
- Forcipomyia fangchengensis
- Forcipomyia farri
- Forcipomyia fasciata
- Forcipomyia fascicauda
- Forcipomyia fehrerorum
- Forcipomyia felippebauerae
- Forcipomyia feminae
- Forcipomyia fenestrarum
- Forcipomyia fengjiensis
- Forcipomyia ferrea
- Forcipomyia ficula
- Forcipomyia fidelis
- Forcipomyia fidens
- Forcipomyia fijiensis
- Forcipomyia filicauda
- Forcipomyia fimbriata
- Forcipomyia fishi
- Forcipomyia flava
- Forcipomyia flaveola
- Forcipomyia flavescens
- Forcipomyia flaviceps
- Forcipomyia flavicincta
- Forcipomyia flavicoxis
- Forcipomyia flavifemoris
- Forcipomyia flavipectoralis
- Forcipomyia flavitibialis
- Forcipomyia flavomaculata
- Forcipomyia flavominima
- Forcipomyia flavus
- Forcipomyia floridensis
- Forcipomyia foliacceus
- Forcipomyia folipenis
- Forcipomyia folipennis
- Forcipomyia forcipis
- Forcipomyia forfices
- Forcipomyia forficula
- Forcipomyia formicaria
- Forcipomyia formosae
- Forcipomyia formosana
- Forcipomyia franklini
- Forcipomyia freyi
- Forcipomyia frigidus
- Forcipomyia frutetorum
- Forcipomyia fuliginata
- Forcipomyia fuliginosa
- Forcipomyia fulvescens
- Forcipomyia furcifera
- Forcipomyia furculae
- Forcipomyia furfura
- Forcipomyia fusca
- Forcipomyia fuscicalcarata
- Forcipomyia fusciforceps
- Forcipomyia fuscimana
- Forcipomyia fusicornis
- Forcipomyia galapagensis
- Forcipomyia galbiventris
- Forcipomyia galeata
- Forcipomyia galliarii
- Forcipomyia gandangara
- Forcipomyia geniflava
- Forcipomyia genualis
- Forcipomyia geometrica
- Forcipomyia gibbus
- Forcipomyia glauca
- Forcipomyia globularis
- Forcipomyia gloriose
- Forcipomyia gokwe
- Forcipomyia goniognatha
- Forcipomyia grallator
- Forcipomyia gramencola
- Forcipomyia grandcolasi
- Forcipomyia grata
- Forcipomyia gravesi
- Forcipomyia gressitti
- Forcipomyia gripha
- Forcipomyia guamai
- Forcipomyia guamensis
- Forcipomyia guangdongensis
- Forcipomyia guarani
- Forcipomyia guilleaumei
- Forcipomyia guttata
- Forcipomyia guyana
- Forcipomyia hainana
- Forcipomyia halterata
- Forcipomyia hamata
- Forcipomyia hamaticauda
- Forcipomyia hamoni
- Forcipomyia hardyi
- Forcipomyia haroldi
- Forcipomyia harpa
- Forcipomyia hastata
- Forcipomyia heilongjiangensis
- Forcipomyia herbaceus
- Forcipomyia herediae
- Forcipomyia hesiones
- Forcipomyia heterocera
- Forcipomyia hicksae
- Forcipomyia hikosanensis
- Forcipomyia himalayae
- Forcipomyia hirsuta
- Forcipomyia hirtula
- Forcipomyia hissarica
- Forcipomyia hobbsi
- Forcipomyia homaliae
- Forcipomyia humilavolita
- Forcipomyia hunjiangensis
- Forcipomyia hurdi
- Forcipomyia hutsoni
- Forcipomyia hutteli
- Forcipomyia hybrida
- Forcipomyia hydratus
- Forcipomyia hygrophila
- Forcipomyia hylecoeta
- Forcipomyia iaculum
- Forcipomyia idaeus
- Forcipomyia ignobilis
- Forcipomyia ikinae
- Forcipomyia illimis
- Forcipomyia immaculata
- Forcipomyia imparidentes
- Forcipomyia improbiserra
- Forcipomyia incomposita
- Forcipomyia inconspicuosa
- Forcipomyia incubans
- Forcipomyia incus
- Forcipomyia indecora
- Forcipomyia infans
- Forcipomyia inflatipalpis
- Forcipomyia ingenua
- Forcipomyia inornatipennis
- Forcipomyia insignicornis
- Forcipomyia insigniforceps
- Forcipomyia insignipalpis
- Forcipomyia insignis
- Forcipomyia insulae
- Forcipomyia intermedia
- Forcipomyia intrepida
- Forcipomyia intrudens
- Forcipomyia iquitosensis
- Forcipomyia ishikariensis
- Forcipomyia ishizuchiensis
- Forcipomyia ixodoides
- Forcipomyia jamaicensis
- Forcipomyia japonica
- Forcipomyia jipajapae
- Forcipomyia jocosa
- Forcipomyia jocosus
- Forcipomyia johannseni
- Forcipomyia kabashae
- Forcipomyia kaltenbachi
- Forcipomyia kaltenbachii
- Forcipomyia kamilaroi
- Forcipomyia kaneohe
- Forcipomyia karnyi
- Forcipomyia kaufmannae
- Forcipomyia kawensis
- Forcipomyia keilini
- Forcipomyia khoisana
- Forcipomyia kii
- Forcipomyia kilemae
- Forcipomyia kitasirakawae
- Forcipomyia knockensis
- Forcipomyia koniae
- Forcipomyia kribiensis
- Forcipomyia kuanosceles
- Forcipomyia kuscheli
- Forcipomyia kyotoensis
- Forcipomyia labidentis
- Forcipomyia laboulbeni
- Forcipomyia lacrimatorii
- Forcipomyia lagoenae
- Forcipomyia lagonigera
- Forcipomyia laguncula
- Forcipomyia lairdi
- Forcipomyia lanceolata
- Forcipomyia largus
- Forcipomyia lateralis
- Forcipomyia latifolia
- Forcipomyia latipes
- Forcipomyia latiunguis
- Forcipomyia laxus
- Forcipomyia lecordeurorum
- Forcipomyia leei
- Forcipomyia lefanui
- Forcipomyia lemuria
- Forcipomyia lepida
- Forcipomyia lepidopus
- Forcipomyia lepta
- Forcipomyia leptognatha
- Forcipomyia leptolepis
- Forcipomyia lesliei
- Forcipomyia letabanus
- Forcipomyia leucochaeta
- Forcipomyia leucoptera
- Forcipomyia lignarius
- Forcipomyia lignicola
- Forcipomyia limnetis
- Forcipomyia lingnanensis
- Forcipomyia litoralis
- Forcipomyia litoraurea
- Forcipomyia lokki
- Forcipomyia longicalcar
- Forcipomyia longicauda
- Forcipomyia longiconus
- Forcipomyia longicornis
- Forcipomyia longineura
- Forcipomyia longipalpula
- Forcipomyia longiseta
- Forcipomyia longisetosa
- Forcipomyia longispina
- Forcipomyia longitarsis
- Forcipomyia longurius
- Forcipomyia lotus
- Forcipomyia louriei
- Forcipomyia lugubris
- Forcipomyia lui
- Forcipomyia lunata
- Forcipomyia lushana
- Forcipomyia luteigenua
- Forcipomyia luteisquamosa
- Forcipomyia luteofulvous
- Forcipomyia luzona
- Forcipomyia lydiae
- Forcipomyia macheti
- Forcipomyia macronyx
- Forcipomyia macrorhynchus
- Forcipomyia macrothrix
- Forcipomyia macswaini
- Forcipomyia maculatus
- Forcipomyia maculipennis
- Forcipomyia maculipes
- Forcipomyia maculosa
- Forcipomyia maculosicrura
- Forcipomyia madeira
- Forcipomyia maderia
- Forcipomyia magna
- Forcipomyia magnasacculus
- Forcipomyia magnipunctata
- Forcipomyia magnispinosa
- Forcipomyia mahamutius
- Forcipomyia mahensis
- Forcipomyia malayae
- Forcipomyia manasi
- Forcipomyia manchuriensis
- Forcipomyia manis
- Forcipomyia manzhuangensis
- Forcipomyia mapuche
- Forcipomyia margaritae
- Forcipomyia marini
- Forcipomyia marksae
- Forcipomyia marsafae
- Forcipomyia marsalae
- Forcipomyia masaakii
- Forcipomyia matautuensis
- Forcipomyia matilei
- Forcipomyia matsumurai
- Forcipomyia maura
- Forcipomyia mcateei
- Forcipomyia mcmillani
- Forcipomyia medipalus
- Forcipomyia mediterranea
- Forcipomyia melanchora
- Forcipomyia mengi
- Forcipomyia menzeli
- Forcipomyia mercuratas
- Forcipomyia mesasiatica
- Forcipomyia messersmithi
- Forcipomyia mexicana
- Forcipomyia microtoma
- Forcipomyia mimima
- Forcipomyia minisquamosa
- Forcipomyia ministra
- Forcipomyia minitheca
- Forcipomyia minor
- Forcipomyia minuta
- Forcipomyia mira
- Forcipomyia miricornis
- Forcipomyia mixta
- Forcipomyia mollipes
- Forcipomyia monilicornis
- Forcipomyia monoceros
- Forcipomyia monoplectron
- Forcipomyia montana
- Forcipomyia monticola
- Forcipomyia monticolonia
- Forcipomyia moorei
- Forcipomyia mopsus
- Forcipomyia morenoi
- Forcipomyia moriokensis
- Forcipomyia mortuifolii
- Forcipomyia mucronis
- Forcipomyia multidentata
- Forcipomyia multipicta
- Forcipomyia murina
- Forcipomyia murphyi
- Forcipomyia musae
- Forcipomyia muzoni
- Forcipomyia myrmecophila
- Forcipomyia nana
- Forcipomyia nanjingensis
- Forcipomyia nanshengwei
- Forcipomyia narthekophora
- Forcipomyia nasuensis
- Forcipomyia natalia
- Forcipomyia navaiae
- Forcipomyia nemus
- Forcipomyia neocaledoniensis
- Forcipomyia neodebenhamae
- Forcipomyia neomonticola
- Forcipomyia neotokunagai
- Forcipomyia neotropica
- Forcipomyia neowirthi
- Forcipomyia nepala
- Forcipomyia nhulunbuyensis
- Forcipomyia nigeriae
- Forcipomyia nigeriensis
- Forcipomyia nigra
- Forcipomyia nigrans
- Forcipomyia nigrescens
- Forcipomyia nigricoxis
- Forcipomyia nigrimaxillata
- Forcipomyia nigrotibialis
- Forcipomyia nilicola
- Forcipomyia niligena
- Forcipomyia nilotica
- Forcipomyia nipponica
- Forcipomyia noctivaga
- Forcipomyia nodosa
- Forcipomyia noewirthi
- Forcipomyia notata
- Forcipomyia notohena
- Forcipomyia notothena
- Forcipomyia novaeteutoniae
- Forcipomyia novaguineae
- Forcipomyia nudocola
- Forcipomyia nuncupata
- Forcipomyia obesa
- Forcipomyia obscura
- Forcipomyia ochracea
- Forcipomyia ocrearum
- Forcipomyia odonatiphila
- Forcipomyia ogatai
- Forcipomyia okadai
- Forcipomyia oligarthra
- Forcipomyia onusta
- Forcipomyia onustagalea
- Forcipomyia onustus
- Forcipomyia operimenti
- Forcipomyia opilionivora
- Forcipomyia orbis
- Forcipomyia oreita
- Forcipomyia orientalis
- Forcipomyia ornata
- Forcipomyia ornaticrus
- Forcipomyia ornatipennis
- Forcipomyia ornatipes
- Forcipomyia oryx
- Forcipomyia ostiola
- Forcipomyia oxypenis
- Forcipomyia oxyria
- Forcipomyia pachyparamera
- Forcipomyia pacifica
- Forcipomyia padi
- Forcipomyia paenedentula
- Forcipomyia paenulata
- Forcipomyia palikuensis
- Forcipomyia pallida
- Forcipomyia pallidipes
- Forcipomyia pallidistylus
- Forcipomyia pallipes
- Forcipomyia palliscuta
- Forcipomyia palmarum
- Forcipomyia palmensis
- Forcipomyia paludia
- Forcipomyia paludis
- Forcipomyia palustris
- Forcipomyia pampoikila
- Forcipomyia papuensis
- Forcipomyia pardus
- Forcipomyia parenthesis
- Forcipomyia parva
- Forcipomyia parvicellula
- Forcipomyia parvicrater
- Forcipomyia parvitas
- Forcipomyia paucidentis
- Forcipomyia pechumani
- Forcipomyia pectinis
- Forcipomyia pectinunguis
- Forcipomyia pennambula
- Forcipomyia pennaticauda
- Forcipomyia pensiledentia
- Forcipomyia penultimata
- Forcipomyia perae
- Forcipomyia perangusta
- Forcipomyia peregrinator
- Forcipomyia perflavida
- Forcipomyia pergandei
- Forcipomyia perpusillus
- Forcipomyia persa
- Forcipomyia peruviana
- Forcipomyia phlebotomoides
- Forcipomyia pholeter
- Forcipomyia phototropia
- Forcipomyia phototropisma
- Forcipomyia picheyeri
- Forcipomyia pictiscutaris
- Forcipomyia pictisquamipennis
- Forcipomyia pictoni
- Forcipomyia picturatus
- Forcipomyia pilosa
- Forcipomyia pinamarensis
- Forcipomyia pingxiangensis
- Forcipomyia pinheyi
- Forcipomyia pinicola
- Forcipomyia pinjiensis
- Forcipomyia pipiens
- Forcipomyia piroskyi
- Forcipomyia platensis
- Forcipomyia plaumanni
- Forcipomyia plumosa
- Forcipomyia pluvialis
- Forcipomyia poluaineae
- Forcipomyia pontica
- Forcipomyia postrema
- Forcipomyia praealtus
- Forcipomyia praecincta
- Forcipomyia pretoriana
- Forcipomyia pricei
- Forcipomyia proavia
- Forcipomyia proximornata
- Forcipomyia pseudonigra
- Forcipomyia psilonota
- Forcipomyia psychasta
- Forcipomyia puhtuensis
- Forcipomyia pulcherrima
- Forcipomyia pulchrithorax
- Forcipomyia pulla
- Forcipomyia punctatipennis
- Forcipomyia punctipes
- Forcipomyia punctumalbum
- Forcipomyia puracensis
- Forcipomyia puteus
- Forcipomyia qionghainensis
- Forcipomyia quadriflava
- Forcipomyia quasicornuta
- Forcipomyia quasiingrami
- Forcipomyia quatei
- Forcipomyia quateriungula
- Forcipomyia quechua
- Forcipomyia qufuensis
- Forcipomyia quinqueremis
- Forcipomyia quokkae
- Forcipomyia radicicola
- Forcipomyia radiifera
- Forcipomyia randensis
- Forcipomyia randensoides
- Forcipomyia raposoensis
- Forcipomyia raposoi
- Forcipomyia rastraria
- Forcipomyia ratis
- Forcipomyia reburra
- Forcipomyia recussus
- Forcipomyia regulus
- Forcipomyia repandus
- Forcipomyia resinicola
- Forcipomyia rettenmeyerorum
- Forcipomyia rhamphis
- Forcipomyia richardlanei
- Forcipomyia riojana
- Forcipomyia rioplatensis
- Forcipomyia ripa
- Forcipomyia roseae
- Forcipomyia roubaudi
- Forcipomyia rudebecki
- Forcipomyia rufescens
- Forcipomyia rugosa
- Forcipomyia rupicola
- Forcipomyia ruralis
- Forcipomyia russelli
- Forcipomyia rustica
- Forcipomyia sabroskyi
- Forcipomyia sagittarius
- Forcipomyia sahariensis
- Forcipomyia salmi
- Forcipomyia saltensis
- Forcipomyia saltivaga
- Forcipomyia samoënsis
- Forcipomyia sanctaeclarae
- Forcipomyia sanguinolenta
- Forcipomyia santosi
- Forcipomyia sauteri
- Forcipomyia saxicola
- Forcipomyia sayhuequei
- Forcipomyia scapularis
- Forcipomyia scitula
- Forcipomyia scorpio
- Forcipomyia scurra
- Forcipomyia sector
- Forcipomyia semihamata
- Forcipomyia seminole
- Forcipomyia semirustica
- Forcipomyia semota
- Forcipomyia sensillata
- Forcipomyia separatim
- Forcipomyia serridentata
- Forcipomyia serrulifimbria
- Forcipomyia setigera
- Forcipomyia setosicrus
- Forcipomyia sexannulata
- Forcipomyia sexvittata
- Forcipomyia shannoni
- Forcipomyia sibirica
- Forcipomyia sibmurina
- Forcipomyia sihlwaldensis
- Forcipomyia similis
- Forcipomyia simulans
- Forcipomyia sinuosa
- Forcipomyia sirycta
- Forcipomyia skiaphila
- Forcipomyia skusei
- Forcipomyia soibelzoni
- Forcipomyia solutus
- Forcipomyia somuncurensis
- Forcipomyia sonora
- Forcipomyia soriai
- Forcipomyia spangleri
- Forcipomyia spatulifera
- Forcipomyia spatuligera
- Forcipomyia sphagnophila
- Forcipomyia spiculata
- Forcipomyia spilmani
- Forcipomyia spinipenis
- Forcipomyia spinosa
- Forcipomyia spinuliforceps
- Forcipomyia squamianulipes
- Forcipomyia squamigera
- Forcipomyia squamipennis
- Forcipomyia squamipes
- Forcipomyia squamitarsata
- Forcipomyia squamithorax
- Forcipomyia squamitibia
- Forcipomyia squamitibialis
- Forcipomyia squamosa
- Forcipomyia stabilis
- Forcipomyia stami
- Forcipomyia statirae
- Forcipomyia stelechos
- Forcipomyia stellaris
- Forcipomyia stenammatis
- Forcipomyia stewarti
- Forcipomyia stigmatipennis
- Forcipomyia stimulans
- Forcipomyia striaticornis
- Forcipomyia stylifera
- Forcipomyia subauronitens
- Forcipomyia suberis
- Forcipomyia subfrigidus
- Forcipomyia subitilis
- Forcipomyia submurina
- Forcipomyia subnitida
- Forcipomyia subruralis
- Forcipomyia subspadicifascia
- Forcipomyia subulipenis
- Forcipomyia sudanensis
- Forcipomyia supplex
- Forcipomyia surculus
- Forcipomyia swezeyana
- Forcipomyia swezeyi
- Forcipomyia taipei
- Forcipomyia taiwana
- Forcipomyia takahashii
- Forcipomyia tambunana
- Forcipomyia tangae
- Forcipomyia tapleyi
- Forcipomyia taragui
- Forcipomyia tasmani
- Forcipomyia tauffiebi
- Forcipomyia taurus
- Forcipomyia tawauensis
- Forcipomyia tavetae
- Forcipomyia tegula
- Forcipomyia tehuelche
- Forcipomyia tenuichela
- Forcipomyia tenuidentis
- Forcipomyia tenuiforceps
- Forcipomyia tenuis
- Forcipomyia tenuisquampies
- Forcipomyia terestris
- Forcipomyia testudo
- Forcipomyia testuedo
- Forcipomyia tetraclada
- Forcipomyia tetrasticta
- Forcipomyia tettigonaris
- Forcipomyia texana
- Forcipomyia thabinana
- Forcipomyia theobromae
- Forcipomyia thienemanni
- Forcipomyia thiensis
- Forcipomyia thomasi
- Forcipomyia tibialis
- Forcipomyia tienshanica
- Forcipomyia tigripes
- Forcipomyia tillierorum
- Forcipomyia tinia
- Forcipomyia tipulivora
- Forcipomyia titillans
- Forcipomyia tiwaka
- Forcipomyia tokunagai
- Forcipomyia tomaculorum
- Forcipomyia tonicus
- Forcipomyia tonnoiri
- Forcipomyia tortor
- Forcipomyia tortula
- Forcipomyia tortuosa
- Forcipomyia totus
- Forcipomyia townesi
- Forcipomyia townsendi
- Forcipomyia townsvillensis
- Forcipomyia transversalis
- Forcipomyia triclotae
- Forcipomyia trigonata
- Forcipomyia trilineata
- Forcipomyia trinidadensis
- Forcipomyia trinotata
- Forcipomyia tristicta
- Forcipomyia tristis
- Forcipomyia tsacasi
- Forcipomyia tsutsumii
- Forcipomyia tuberculata
- Forcipomyia tugelensis
- Forcipomyia tumulus
- Forcipomyia turanorustica
- Forcipomyia turgepeda
- Forcipomyia tuthilli
- Forcipomyia tuzeti
- Forcipomyia tympanista
- Forcipomyia tzaneenensis
- Forcipomyia uncusidentis
- Forcipomyia uncusipenis
- Forcipomyia unica
- Forcipomyia unifascicornis
- Forcipomyia unimaculata
- Forcipomyia unitheca
- Forcipomyia unituberculata
- Forcipomyia univesicula
- Forcipomyia uramaensis
- Forcipomyia urbana
- Forcipomyia urnigera
- Forcipomyia ursuli
- Forcipomyia usingeri
- Forcipomyia ussurica
- Forcipomyia utae
- Forcipomyia wahgi
- Forcipomyia waldenia
- Forcipomyia waldermari
- Forcipomyia valleensis
- Forcipomyia walschaertsi
- Forcipomyia vandiemeni
- Forcipomyia wansoni
- Forcipomyia varicolor
- Forcipomyia variicrus
- Forcipomyia varipennis
- Forcipomyia warreni
- Forcipomyia watshami
- Forcipomyia weemsi
- Forcipomyia weihaiensis
- Forcipomyia velox
- Forcipomyia venetiana
- Forcipomyia ventralis
- Forcipomyia venusta
- Forcipomyia werneri
- Forcipomyia vernocheti
- Forcipomyia vernoni
- Forcipomyia veroensis
- Forcipomyia vesicula
- Forcipomyia vespa
- Forcipomyia vexans
- Forcipomyia vexillarius
- Forcipomyia wheeleri
- Forcipomyia williamsi
- Forcipomyia villiersi
- Forcipomyia willisa
- Forcipomyia willisi
- Forcipomyia willistoni
- Forcipomyia villosa
- Forcipomyia winderi
- Forcipomyia virgula
- Forcipomyia viridis
- Forcipomyia wirthi
- Forcipomyia wirthiana
- Forcipomyia vittata
- Forcipomyia wulai
- Forcipomyia wuxiensis
- Forcipomyia wygodzinskyi
- Forcipomyia xichangensis
- Forcipomyia yamana
- Forcipomyia yamauchii
- Forcipomyia yapensis
- Forcipomyia yirrkala
- Forcipomyia yoshimurai
- Forcipomyia yuani
- Forcipomyia yui
- Forcipomyia yungurara
- Forcipomyia zeteki
- Forcipomyia zhangmuensis
- Forcipomyia zhenbaodaoensis
- Forcipomyia zhongshanensis
- Forcipomyia zonaphalla
- Forcipomyia zonogaster